# (5732) 1988 WC
(5732) 1988 WC es un asteroide perteneciente a asteroides que cruzan la órbita de Marte descubierto el 29 de noviembre de 1988 por Masaru Arai y el astrónomo Hiroshi Mori desde el Yorii Observatory, Yorii Japón.

## Designación y nombre
Designado provisionalmente como 1988 WC.

## Características orbitales
1988 WC está situado a una distancia media del Sol de 2,222 ua, pudiendo alejarse hasta 3,118 ua y acercarse hasta 1,325 ua. Su excentricidad es 0,403 y la inclinación orbital 22,47 grados. Emplea 1210,05 días en completar una órbita alrededor del Sol.

## Características físicas
La magnitud absoluta de 1988 WC es 14,6. Tiene   km de diámetro y su albedo se estima en  . Está asignado al tipo espectral S según la clasificación SMASSII.